# Herbert Butterfield

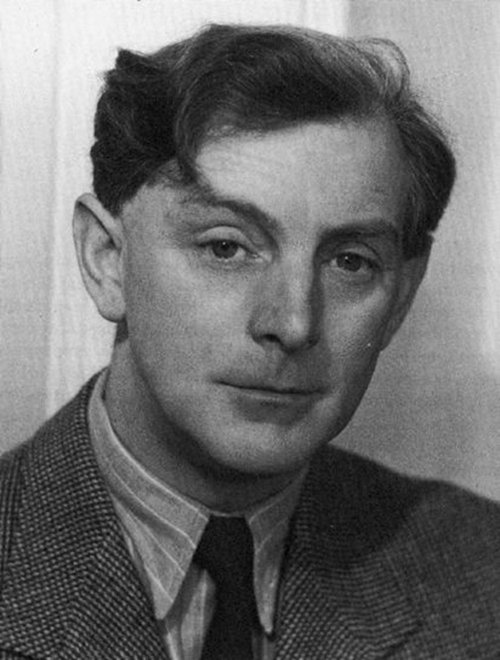
Butterfield, foto taget innan 1951

Herbert Butterfield, född den 7 oktober 1900 i Oxenhope, West Yorkshire, död den 20 juli 1979 i Sawston, South Cambridgeshire, var en brittisk historiker och historiefilosof. Han var Regius Professor i modern historia 1963—1968 vid universitetet i Cambridge och upphöjdes sistnämnda år till knight bachelor.
Butterfield myntade begreppet Whig Interpretation of History för ett tänkesätt, enligt vilket civilisationens historia sammanfaller med den brittiska nationella historien. Han myntade uttrycket scientific revolution för vetenskapens föränderlighet, kvalitets- och strukturförändringen inom vetenskapen genom uppkomsten av nya medier, exempelvis från muntlig till skriftlig vetenskapskultur. Som aktiv protestant, var Butterfield sysselsatt med religiösa frågeställningar, men han trodde inte att historikerna kunde avslöja Guds hand i historien.